# Saturday Night Live Korea
Trực tiếp tối thứ Bảy Hàn Quốc (tiếng Hàn: 새터데이 나이트 라이브 코리아 hay SNL코리아; tiếng Anh: Saturday Night Live Korea hoặc SNL Korea), mà ở Việt Nam quen gọi thông tục là Hài Hàn Quốc hay Hài Hàn Xẻng, là một chương trình hài kịch phát sóng trên dịch vụ cáp tvN vào mỗi thứ Bảy lúc 23:00. Chuyển thể từ chương trình dài tập Saturday Night Live trên NBC, SNL Korea được phát sóng ngày 3 tháng 12 năm 2011,.

## Diễn viên

### Diễn viên hiện tại
Tính đến 1 tháng 3 năm 2014.
- Shin Dong-yup (de facto host since season 4, cast member since season 3)
- Kim Won-hae (season 1, 2, 3, 4, 5)
- Lee Sang-hoon (season 1, 2, 3, 4, 5)
- Ahn Young-mi (season 1, 2, 4, 5)
- Kim Min-kyo (season 2, 3, 4, 5)
- Jung Sung-ho (season 2, 3, 4, 5)
- Jung Myung-ok (season 2, 3, 4, 5)
- Kwon Hyeok-su (season 2, 3, 4, 5)
- Park Sang-woo of Bohemian (season 2, 3, 4, 5)
- Seo Yu-ri (season 3, 4, 5)
- Jay Park (season 4, 5)
- Choi Il-gu (season 4 ep. 8-38, 5)
- Yoo Se-yoon (season 4 ep. 8-38, 5)
- 2EYES (season 4 ep. 19-38, 5)
- You Hee-yeol (season 4 ep. 27-38, 5)[4]
- Narsha (season 5)
- Seo Eun-kwang of BtoB (season 5)
- Han Jae Seok (season 5)
- Kim Du-Yeoung (season 5)

Musical theme of the opening and closing, and between segments, are performed by the band Common Ground (커먼그라운드).

### Cựu diễn viên
- Jang Jin (season 1, 2, 3)
- Go Kyung-pyo (season 1, 2, 3)
- Lee Han-wi (season 1, 2)
- Jang Young-nam (season 1, 2)
- Kang Yu-mi (season 1, 2)
- Jung Woong-in (season 1)
- Kim Bin-woo (season 1)
- Lee Hae-young (season 1)
- Lee Chul-min (season 1)
- Park Joon-seo (season 1)
- Kim Ji-young (season 1)
- Kim Ji-kyung (season 1)
- Min Seo-hyun (season 1)
- Han Seo-jin (season 1, 3)
- Kang Sung-jin (season 2)
- Im Hye-young (season 2)
- Oh Cho-hee (season 3)
- Jang Yoon-seo (season 3)
- Son Bo-min (season 3)
- Jin Won (season 4 ep. 1-18)
- Kim Seul-gi (season 1, 2, 3, 4 ep. 1-24)
- Park Eun-ji (season 4)
- Lee Byung-jin (season 4)
- Clara (season 4 ep. 20-38)